# Fredrik Hallgren (präst)
Adolf Fredrik Hallgren, född 10 januari 1853, död den 11 november 1935, var en svensk präst.
Hallgren avlade teoretisk teologisk examen vid Lunds universitet 1879, blev kyrkoherde i Loshult 1891 och i Kverrestad 1902 samt teologie hedersdoktor i Lund 1918. Hallgren gjorde sig känd under de teologiska debatterna vid förra sekelskiftet som en förkämpe för en liberal åskådning och var som sådan medredaktör i Kristendomen och vår tid från 1907. Hans omfattande bibliotek donerades till Lunds teologiska fakultet med särskild nyttjanderätt för Lunds stifts präster.